# مطار كيسيدوغو
مطار كيسيدوغو (إياتا: KSI، إيكاو: GUKU) هو مطار يخدم كيسيدوغو، وهي مدينة في إقليم فرانه في غينيا. ويقع المطار على بعد 3 كيلومتر (1.9 ميل) جنوب غرب المدينة.
تقع منارة كيسيدوغو غير الاتجاهية (التعريف: KU) في الحقل.

## الحوادث
- في 16 يناير 1984، غادرت دوغلاس سي-47 9Q- CYD تابعة لشركة النقل الجوي الزائيري المدرج بعد عطل في المحرك عند الإقلاع. واشتعلت النيران في العشب الجاف عندما لامست المحرك الساخن ودمرت الطائرة لاحقا بالنيران. ونجا جميع الأشخاص السبعة عشر الذين كانوا على متنها دون إصابات. كانت الطائرة تقوم برحلة ركاب غير مجدولة لدعم رالي داكار.[4]